# Мохнатое
Мохна́тое (укр. Мохнате) — село в Козёвской сельской общине Стрыйского района Львовской области Украины. Расположено в Карпатах, на берегу реки Стрый.
Первое упоминание относится к 1679 году.
Население по переписи 2001 года составляло 306 человек. Занимает площадь 2,3 км². Почтовый индекс — 82563. Телефонный код — 3269.